# Balise Potter (Base Carlini)
La balise Potter (en espagnol : baliza Potter) est un phare actif situé sur l'île du Roi-George (Antarctique argentin), dans la Province de Terre de Feu, Antarctique et îles de l’Atlantique sud en Argentine.
Il est géré par le Servicio de Hidrografía Naval (SHN) de la marine .

## Histoire
L'île du Roi-George fait partie des îles Shetland du Sud. L'Argentine y dispose d'une station de recherche permanente, la base antarctique Carlini (autrefois base Jubany) qui est située dans l'anse Potter (en).
Le phare marque, avec la balise Cámara, l'entrée de l'anse Potter. Il est situé à 750 m au nord-est de la base et est entretenu par la marine argentine.

## Description
Ce phare est une tour cylindrique en forme de sablier en fibre de verre, avec une plateforme et une balise photovoltaïque de 9 m de haut. La tour est peinte de bandes horizontales rouges et jaunes. Il émet, à une hauteur focale de 11 m, un éclat blanc par période de 10 secondes. Sa portée n'est pas connue.
Identifiant : ARLHS : SSI-003 - Amirauté : G1387.7 - NGA : 111-2725 .
|                                  |
| Localisation : Île du Roi-George |

|              |
| Base Carlini |

### Lien connexe
- Liste des phares d'Argentine